# Danae racemosa
För andra betydelser, se Danaë (olika betydelser).
Danae racemosa är en sparrisväxtart som först beskrevs av Carl von Linné, och fick sitt nu gällande namn av Conrad Moench. Danae racemosa ingår i släktet Danae, och familjen sparrisväxter. Inga underarter finns listade i Catalogue of Life.